# Can't be Stopped
Singles de Crystal Kay
Candy
(2003) Motherland
(2004)
Can't be Stopped est le 13e single de la chanteuse Crystal Kay sorti sous le label Sony Music Entertainment Japan le 27 novembre 2003 au Japon. Il atteint la 146e place au classement de l'Oricon et reste classé une semaine. Ce single est sorti le même jour que l'album 4 Real.
Can't be Stopped est présente sur l'album 4 Real et sur les compilations CK5 et Best of Crystal Kay. Can't be Stopped ~TIL THE SUN COMES UP~ est présente sur la compilation Natural -World Premiere Album-.

## Liste des titres
Toutes les paroles sont écrites par Nishio Saeko.
| 1. | Can't be Stopped                        | Andreas Levander, Marcus Dermulf et Jonas Nordelius | 4:29 |
| 2. | Boyfriend (acoustic version)            | Sylvia Bennett-Smith, Reed Vertelney                | 4:28 |
| 3. | Can't be Stopped ~TIL THE SUN COMES UP~ | Andreas Levander, Marcus Dermulf et Jonas Nordelius | 4:30 |